# Iepure fluierător nordic
Iepurele fluierător nordic (Ochotona hyperborea), numit și pika nordică, este o specie de mamifer din familia iepurilor fluierători, Ochotonidae. Este găsit în China, Japonia, Mongolia și Rusia. Uniunea Internațională pentru Conservarea Naturii a clasificat această specie ca fiind neamenințată cu dispariția.

## Taxonomie
Au fost descrise 11 subspecii ale speciei Ochotona hyperborea: Ochotona hyperborea cinerofusca, O. h. davanica, O. h. ferruginea, O. h. hyperborea, O. h. minima, O. h. naumovi, O. h. shamani, O. h. stenorostrae, O. h. uralensis, O. h. yesoensis și O. h. yoshikurai.

## Descriere
Iepurele fluierător nordic are o lungime a capului și a corpului de 12,7–18,6 cm/15–20,4 cm, iar greutatea sa este de 122–190 g. Craniul este mai rotunjit și mai scurt decât cel al iepurelui fluierător din Altai (Ochotona alpina). Cea mai mare lungime a craniului este de 3,8–4,3 cm. Urechile măsoară fiecare 1,7–2,2 cm în lungime și sunt cenușii cu margine albă. Labele picioarelor din spate au lungimea de 2,2–3,3 cm.

## Răspândire și habitat
Iepurele fluierător nordic este găsit în China, Japonia, Mongolia și Rusia. Habitatul său include terenuri accidentate (stânci) și păduri. În Japonia poate fi găsit până la altitudinea de 2.000 de metri. Este simpatric cu iepurele fluierător din Altai.

## Comportament și ecologie
Dieta iepurelui fluierător nordic este alcătuită din plante. În general, sezonul de reproducere începe în luna aprilie sau mai, dar variază în funcție de regiune. În timpul acestuia, o femelă poate naște în general 1–2 rânduri de pui, dar s-a întâmplat de multe ori să fie născute mai multe. Un nou-născut are lungimea de 5–6 cm, iar un rând de pui poate ajunge să conste în 9 pui. Perioada de gestație este de 28 de zile, iar sezonul de reproducere se termină prin luna august.

## Stare de conservare
Iepurele fluierător nordic este răspândit la nivel larg și a fost descris ca fiind comun. Populația acestei specii este stabilă (ceea ce înseamnă că nu este în creștere sau în scădere), iar în cea mai mare parte a arealului său nu au fost identificate amenințări deosebite. În jur de 40 % din arealul său din Mongolia este prezent în arii protejate. Uniunea Internațională pentru Conservarea Naturii a clasificat această specie ca fiind neamenințată cu dispariția.